# 桐島ひかり
桐島 ひかり（きりしま ひかり、1986年3月22日 - ）は、日本のAV女優。出身地：埼玉県熊谷市　身長：159cm 、スリーサイズ：B90・W55・H85。趣味は買い物、特技は料理。 

## 略歴
2008年2月「愛しのシャワーで」でh.m.pよりデビュー。

## 作品

### アダルトビデオ
- 愛しのシャワー（2008年2月25日 h.m.p）
- 尻フェチお姉さんの犯られっぱなしKOファック（2008年3月25日　h.m.p）
- 痴女カルテGカップナースのエロ治療（2008年4月26日　h.m.p）
- あぁっ痴女様! 変態くんにエロ責め（2008年5月25日　h.m.p）
- もう限界!潮吹きイキ狂い!（2008年6月25日　h.m.p）
- 美しい痴女の接吻とセックス（2008年7月19日　ドグマ）
- 極上BODY☆潮吹き大乱交（2008年7月19日　kira☆kira）
- 桐島ひかり大全集 1（2008年8月21日　ビデオバンク）※総集編
- 桐島ひかり大全集 2（2008年9月21日　ビデオバンク）※総集編
- 聖水おもらしFUCKスペシャル（2008年10月1日　MOODYZ）
- SPLASH GIRL 女鯨07（2008年10月19日　桃太郎映像出版）
- 凌辱へのルーレット（2008年11月7日　アタッカーズ）
- 義母と義姉、叔母と家庭教師（2008年12月19日、グラフィティジャパン）
- FELLATIO FESTIVAL 12（2009年1月1日、アイデアポケット）
- 2人の潜入捜査官 サラ&ヒカリ 結ばれた強い絆（2009年1月7日、アタッカーズ）
- kira☆kiraフェラチオ学園祭-女教師編 Vol.1-（2009年2月19日、kira☆kira）
- EROTIC 4（2009年2月25日、アロマ企画）
- もしも…こ～んな 巨乳だらけの混浴露天風呂があったら?（2009年5月13日、カルマ）
- KARMA設立5周年プレミアム感謝祭! 巨乳!巨乳!巨乳!ボインボインバスツアー（2010年1月13日、カルマ）

### オリジナルビデオ
- 巨乳痴漢（秘）劇場 淫らな柔乳いじり（2008年8月8日 竹書房）

### 撮影会
- Pinkys〔ピンキーズ〕（2008年8月10日）

### テレビ番組
- 桃のふくらみ（MONDO TV）